# Moucherolle riverain
Ochthornis littoralis
Genre
Espèce
Statut de conservation UICN

 LC  : Préoccupation mineure
Le Moucherolle riverain (Ochthornis littoralis), également appelé Pitajo riverain, est une espèce de passereaux de la famille des Tyrannidae. C'est la seule espèce du genre Ochthornis. 

## Habitat et répartition
Cet oiseau vit près des rivières en Amérique du Sud : Amazonie et Guyane française.